# Atticora
Atticora es un género de aves paseriformes perteneciente a la familia Hirundinidae. Sus miembros son propios de América.

## Especies
Contiene las siguientes especies:
- Golondrina fajiblanca — Atticora fasciata (Gmelin, 1789)
- Golondrina acollarada — Atticora melanoleuca (Wied-Neuwied, 1820)